# Survivor: Fiji
Survivor: Fiji es la decimocuarta temporada del reality show estadounidense de CBS Survivor. La temporada fue filmada en las Islas Fiji desde el 30 de octubre hasta el 7 de diciembre de 2006.
Esta es, hasta la fecha, la única temporada de Survivor que tiene un número impar de náufragos, con 19, después de que una integrante número 20, Mellisa McNulty, se retiró la noche antes de que comenzó el rodaje. Debido a la falta de suplentes, su lugar no pudo ser reemplazado. Gary Stritesky fue el único concursante que solicitó estar en el programa; McNulty y los otros 18 concursantes fueron reclutados. El elenco mantuvo un elenco racialmente diverso similar (con el elenco previsto de 20 personas que contenía cantidades iguales de participantes afroamericanos, asiático-americanos, hispanoamericanos y europeos-americanos) como Survivor: Cook Islands, en un esfuerzo consciente destinado a mostrar que la diversidad racial de Survivor: Cook Islands no era solo un truco de audiencia.
La temporada en las Islas Fiji se emitió desde el 8 de febrero de 2007, hasta el final de la temporada -que durará dos horas- saldrá al aire el 13 de mayo de 2007, seguido de una reunión en vivo desde el Teatro Ed Sullivan en la ciudad de Nueva York, donde Earl Cole fue nombrado el Único Superviviente sobre Andria “Dreamz” Herd y Cassandra Franklin en la primera votación siendo unánime de la historia del programa.
El DVD de esta temporada fue estrenado el 11 de diciembre de 2012.

## Resumen de la temporada

### Jugabilidad
Esta temporada introdujo el giro de "Ricos vs. Pobres", considerado como uno de los peores giros en la historia de Survivor.[cita requerida] Al comienzo de la temporada, los 19 náufragos vivían en una sola playa y construyeron un campamento amueblado, que incluía refugios construidos con madera precortada, un área de cocina con vajilla, una ducha, un baño, muebles y los medios para mantener el fuego, con suministros proporcionados por la producción. Cuando los náufragos fueron divididos en dos tribus, la tribu ganadora, Moto, ganó el campamento amueblado, mientras que la tribu perdedora, Ravu, tuvo que construir un nuevo campamento desde cero, y se le dio simplemente una olla y un machete para sobrevivir. Durante la transmisión de la temporada, el presentador Jeff Probst admitió que este concepto no funcionó como esperaban los productores, ya que llevó a que la tribu de los "ricos" dominara predeciblemente los desafíos sobre los "pobres" semana tras semana. Exile Island regresó una vez más para Fiji, con nuevos giros. A diferencia de las temporadas anteriores, había dos ídolos de inmunidad ocultos, con uno oculto en cada campamento. El ídolo ahora tenía que ser tocado antes de que Jeff leyera los resultados de la votación, en lugar de después. Una vez que se usaba un ídolo de inmunidad oculto, se volvía a ocultar en lugar de descartarse. Los ídolos fueron jugables hasta los cinco finalistas.

## Concursantes
Las dos tribus eran Moto y Ravu, que significan "lanza" y "matar" en fiyiano respectivamente, mientras que la tribu fusionada Bula Bula significa "bienvenido" o "hola" en fiyiano. Las concursantes notables de esta temporada incluyen a la excandidata de Miss Venezuela 1988, Rita Verreos.

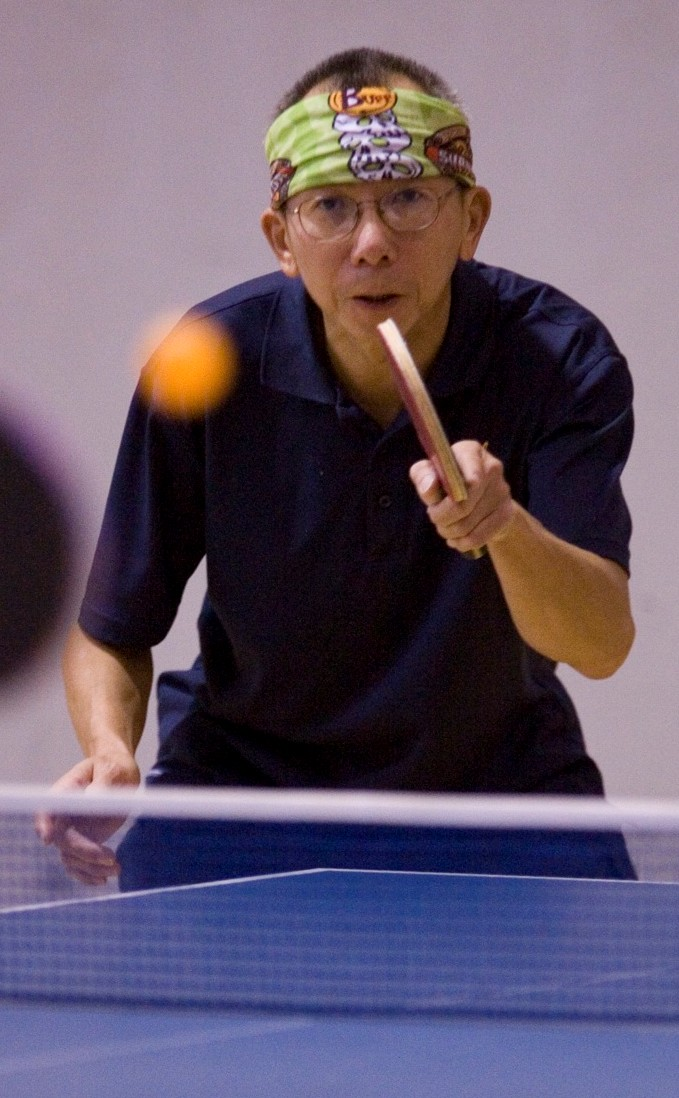
Yau-Man Chan se posicionó en cuarto puesto y fue el jurado

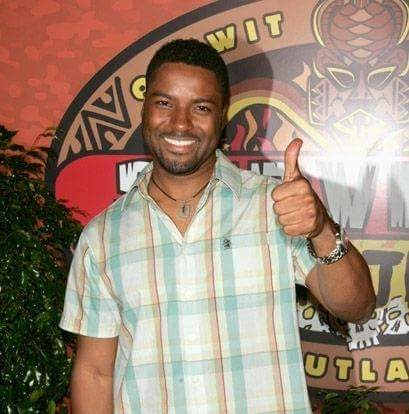
Earl Cole, el único unánime ganador de la temporada

| Concursante                                             | Tribu Original | Tribu Mezclada | Tribu Fusionada | Resultado final                                | Votos |
| ------------------------------------------------------- | -------------- | -------------- | --------------- | ---------------------------------------------- | ----- |
| Jessica deBen 27, Los Ángeles, California               | Ravu           |                |                 | 1.ra Expulsada Día 3                           | 6     |
| Erica Durousseau 27, Baton Rouge, Luisiana              | Ravu           |                |                 | 2.do Expulsada Día 6                           | 6     |
| Sylvia Kwan 52, Palmyra, Wisconsin                      | Ravu           |                |                 | 3.ra Expulsada Día 8                           | 6     |
| Gary Stritesky 55, Ross, California                     | Moto           |                |                 | Retiro voluntario Día 10                       | 0     |
| Liliana Gómez 25, Los Ángeles, California               | Moto           |                |                 | 4.ta Expulsada Día 11                          | 6     |
| Rita Verreos 38, San Antonio, Texas                     | Ravu           |                |                 | 5.ta Expulsada Día 14                          | 6     |
| Anthony Robinson 32, Compton, California                | Ravu           | Ravu           |                 | 6.to Expulsado Día 16                          | 9     |
| James “Rocky” Reid 30, Los Ángeles, California          | Ravu           | Ravu           |                 | 7.mo Expulsado 1.er miembro del jurado Día 19  | 5     |
| Lisette “Lisi” Linares 36, Los Ángeles, California      | Moto           | Ravu           |                 | 8.va Expulsada 2.do miembro del jurado Día 21  | 7     |
| Michelle Yi 23, Cincinnati, Ohio                        | Ravu           | Moto           | Bula Bula       | 9.na Expulsada 3.er miembro del jurado Día 24  | 3     |
| Edgardo Rivera 28, Miami Beach, Florida                 | Moto           | Ravu           | Bula Bula       | 10.mo Expulsado 4.to miembro del jurado Día 27 | 5     |
| Mookie Lee 25, Chicago, Illinois                        | Ravu           | Ravu           | Bula Bula       | 11.mo Expulsado 5.to miembro del jurado Día 30 | 6     |
| Álex Angarita 28, Los Ángeles, California               | Moto           | Ravu           | Bula Bula       | 12.mo Expulsado 6.to miembro del jurado Día 33 | 9     |
| Stacy Kimball 27, Boulder, Colorado                     | Moto           | Moto           | Bula Bula       | 13.ra Expulsada 7.mo miembro del jurado Día 36 | 4     |
| Kenward “Boo” Bernis 34, Lafayette, Luisiana            | Moto           | Moto           | Bula Bula       | 14.vo Expulsado 8.vo miembro del jurado Día 37 | 5     |
| Yau-Man Chan 54, Martínez, California                   | Ravu           | Moto           | Bula Bula       | 15.to Expulsado 9.no miembro del jurado Día 38 | 4     |
| Andria “Dreamz” Herd 25, Wilmington, Carolina del Norte | Moto           | Ravu           | Bula Bula       | 2.º Lugar Compartido                           | 2     |
| Cassandra Franklin 42, Los Ángeles, California          | Moto           | Moto           | Bula Bula       | 2.º Lugar Compartido                           | 4     |
| Earl Cole 35, Santa Mónica, California                  | Ravu           | Moto           | Bula Bula       | Sobreviviente Ganador                          | 1     |

Los votos totales son el número de votos que un náufrago ha recibido durante los Consejos Tribales, en la cual el náufrago es elegible para quedar fuera del juego. No incluye los votos recibidos durante la final del Consejo Tribal..

### Apariciones futuras
Yau-Man Chan compitió más tarde en Survivor: Micronesia — Fans vs Favorites, quedó en la tribu Malakal y quedó 18.º.

## Desarrollo
| Episodio                                                       | Fecha de emisión      | Ganadores de los desafíos              | Ganadores de los desafíos              | Isla del Exilio | Eliminado(a)    | Final                                          |
| Episodio                                                       | Fecha de emisión      | Recompensa                             | Inmunidad                              | Isla del Exilio | Eliminado(a)    | Final                                          |
| -------------------------------------------------------------- | --------------------- | -------------------------------------- | -------------------------------------- | --------------- | --------------- | ---------------------------------------------- |
| "Algo cruel está a punto de suceder... Pronto"                 | 8 de febrero de 2007  | Moto                                   | Moto                                   | Sylvia          | Jessica         | 1.ª Eliminada Día 3                            |
| "Serpientes son incomprendidas... Ahora tenemos entendimiento" | 15 de febrero de 2007 | Moto                                   | Moto                                   | Earl (Ravu)     | Erica           | 2.ª Eliminada Día 6                            |
| "No es Survivor... Es un rival"                                | 22 de febrero de 2007 | Moto                                   | Moto                                   | Sylvia (Ravu)   | Sylvia          | 3.ª Eliminada Día 8                            |
| "Llamemoslo en el teléfono de Jeff"                            | 1 de marzo de 2007    | Moto                                   | Moto                                   | Yau-Man (Ravu)  | Gary            | Abandona Día 10                                |
| "Llamemoslo en el teléfono de Jeff"                            | 1 de marzo de 2007    | Moto                                   | Ravu                                   | Yau-Man (Ravu)  | Liliana         | 4.ª Eliminada Día 11                           |
| "Ama a muchos, confía en pocos, no hagas mal a nadie"          | 8 de marzo de 2007    | Moto                                   | Moto                                   | Earl (Ravu)     | Rita            | 5.ª Eliminada Día 14                           |
| "Ahora tengo fuerzas para llevar la bandera"                   | 21 de marzo de 2007   | Nadie                                  | Moto                                   | Lisi            | Anthony         | 6.º Eliminado Día 16                           |
| "Mal pensamiento"                                              | 29 de marzo de 2007   | Ravu                                   | Moto                                   | Earl (Moto)     | Rocky           | 7.º Eliminado 1.er Miembro del jurado Día 19   |
| "¿Así que crees que puedes?"                                   | 5 de abril de 2007    | Moto                                   | Moto                                   | Lisi (Ravu)     | Lisi            | 8.ª Eliminada 2.do Miembro del jurado Día 21   |
| "¡¿Vamos a vivir en la Isla del Exilio?!"                      | 12 de abril de 2007   | Boo, Cassandra, Earl, Edgardo, Yau-Man | Boo, Cassandra, Earl, Edgardo, Yau-Man | Nadie           | Michelle        | 9.ª Eliminada 3.er Miembro del jurado Día 24   |
| "¡¿Es una tortuga?!"                                           | 19 de abril de 2007   | Cassandra [Boo, Dreamz, Yau-Man]       | Yau-Man                                | Mookie          | Edgardo         | 10.mo Eliminado 4.to Miembro del jurado Día 27 |
| "Chantaje o traición"                                          | 26 de abril de 2007   | Alex, Dreamz, Earl, Stacy              | Stacy                                  | Boo             | Mookie          | 11.mo Eliminado 5.to Miembro del jurado Día 30 |
| "Una sonrisa, guantes de terciopelo y puñal en el bolsillo"    | 3 de mayo de 2007     | Boo, Dreamz, Yau-Man                   | Boo                                    | Earl            | Álex            | 12.mo Eliminado 6.to Miembro del jurado Día 33 |
| "Quiero hacer un trato"                                        | 10 de mayo de 2007    | Yau-Man (Dreamz)                       | Boo                                    | Yau-Man         | Stacy           | 13.er Eliminado 7.mo Miembro del jurado Día 36 |
| "Quiero hacer un trato"                                        | 10 de mayo de 2007    | Boo, Stacy                             | Boo                                    | Yau-Man         | Stacy           | 13.er Eliminado 7.mo Miembro del jurado Día 36 |
| "Esa mirada desconcertada"                                     | 13 de mayo de 2007    | Nadie                                  | Yau-Man                                | Nadie           | Boo             | 14.to Eliminado 8.vo Miembro del jurado Día 37 |
| "Esa mirada desconcertada"                                     | 13 de mayo de 2007    | Nadie                                  | Dreamz                                 | Nadie           | Yau-Man         | 15.to Eliminado 9.no Miembro del jurado Día 38 |
| "Reunion"                                                      | 13 de mayo de 2007    |                                        |                                        |                 | Voto del jurado | Voto del jurado                                |
| "Reunion"                                                      | 13 de mayo de 2007    | Cassandra                              | Finalista                              |                 |                 |                                                |
| "Reunion"                                                      | 13 de mayo de 2007    | Dreamz                                 | Finalista                              |                 |                 |                                                |
| "Reunion"                                                      | 13 de mayo de 2007    | Earl                                   | Único Sobreviviente                    |                 |                 |                                                |

## Votos del «Consejo Tribal»
|             |             |             | Tribus Originales | Tribus Originales | Tribus Originales | Tribus Originales | Tribus Originales | Tribus Originales | Tribus Mezcladas | Tribus Mezcladas | Tribus Mezcladas | Tribu Fusionada | Tribu Fusionada | Tribu Fusionada | Tribu Fusionada | Tribu Fusionada | Tribu Fusionada | Tribu Fusionada |
| ----------- | ----------- | ----------- | ----------------- | ----------------- | ----------------- | ----------------- | ----------------- | ----------------- | ---------------- | ---------------- | ---------------- | --------------- | --------------- | --------------- | --------------- | --------------- | --------------- | --------------- |
| Episodio #: | Episodio #: | Episodio #: | 1                 | 2                 | 3                 | 4                 | 4                 | 5                 | 6                | 7                | 8                | 10              | 11              | 12              | 13              | 14              | 15              | 15              |
| Día #       | Día #       | Día #       | 3                 | 6                 | 8                 | 10                | 11                | 14                | 16               | 19               | 21               | 24              | 27              | 30              | 33              | 36              | 37              | 38              |
| Eliminados: | Eliminados: | Eliminados: | Jessica           | Erica             | Sylvia            | Gary              | Liliana           | Rita              | Anthony          | Rocky            | Lisi             | Michelle        | Edgardo         | Mookie          | Álex            | Stacy           | Boo             | Yau-Man         |
| Votos:      | Votos:      | Votos:      | 6-1-1-1           | 6–2               | 4–3–1             | Abandona          | 6–1–1             | 5–2               | 5–1              | 4–2              | 4–1              | 3–2             | 5–3–1           | 4–3–1           | 6–1             | 2-0             | 4–1             | 3–1             |
| Concursante | Concursante | Concursante | Votos             | Votos             | Votos             | Votos             | Votos             | Votos             | Votos            | Votos            | Votos            | Votos           | Votos           | Votos           | Votos           | Votos           | Votos           | Votos           |
|             |             | Earl        | Jessica           | Exilio            | Sylvia            |                   |                   | Rita              |                  |                  |                  | Inmune          | Edgardo         | Álex            | Álex            | Stacy           | Boo             | Yau-Man         |
|             |             | Cassandra   |                   |                   |                   |                   | Lisi              |                   |                  |                  |                  | Inmune          | Edgardo         | Mookie          | Álex            | Yau-Man         | Boo             | Yau-Man         |
|             |             | Dreamz      |                   |                   |                   |                   | Liliana           |                   | Anthony          | Rocky            | Lisi             | Michelle        | Mookie          | Mookie          | Álex            | Yau-Man         | Boo             | Yau-Man         |
|             |             | Yau-Man     | Jessica           | Erica             | Sylvia            |                   |                   | Rita              |                  |                  |                  | Inmune          | Edgardo         | Álex            | Álex            | Stacy           | Boo             | Cassandra       |
|             |             | Boo         |                   |                   |                   |                   | Liliana           |                   |                  |                  |                  | Inmune          | Edgardo         | Mookie          | Álex            | Yau-Man         | Dreamz          |                 |
|             |             | Stacy       |                   |                   |                   |                   | Liliana           |                   |                  |                  |                  | Michelle        | Edgardo         | Álex            | Álex            | Yau-Man         |                 |                 |
|             |             | Alex        |                   |                   |                   |                   | Liliana           |                   | Anthony          | Rocky            | Lisi             | Michelle        | Cassandra       | Mookie          | Yau-Man         |                 |                 |                 |
|             |             | Mookie      | Jessica           | Erica             | Anthony           |                   |                   | Rita              | Anthony          | Lisi             | Lisi             | Stacy           | Cassandra       | Boo             |                 |                 |                 |                 |
|             |             | Edgardo     |                   |                   |                   |                   | Liliana           |                   | Anthony          | Rocky            | Lisi             | Inmune          | Cassandra       |                 |                 |                 |                 |                 |
|             |             | Michelle    | Jessica           | Erica             | Sylvia            |                   |                   | Anthony           |                  |                  |                  | Stacy           |                 |                 |                 |                 |                 |                 |
|             | Lisi        | Lisi        |                   |                   |                   |                   | Liliana           |                   | Exilio           | Rocky            | Dreamz           |                 |                 |                 |                 |                 |                 |                 |
|             | Rocky       | Rocky       | Mookie            | Erica             | Anthony           |                   |                   | Rita              | Anthony          | Lisi             |                  |                 |                 |                 |                 |                 |                 |                 |
|             | Anthony     | Anthony     | Jessica           | Sylvia            | Sylvia            |                   |                   | Rita              | Rocky            |                  |                  |                 |                 |                 |                 |                 |                 |                 |
| Rita        | Rita        | Rita        | Jessica           | Erica             | Earl              |                   |                   | Anthony           |                  |                  |                  |                 |                 |                 |                 |                 |                 |                 |
| Liliana     | Liliana     | Liliana     |                   |                   |                   |                   | Cassandra         |                   |                  |                  |                  |                 |                 |                 |                 |                 |                 |                 |
| Gary        |             |             |                   |                   |                   |                   |                   |                   |                  |                  |                  |                 |                 |                 |                 |                 |                 |                 |
| Sylvia      | Sylvia      | Sylvia      | Exilio            | Erica             | Anthony           |                   |                   |                   |                  |                  |                  |                 |                 |                 |                 |                 |                 |                 |
| Erica       | Erica       | Erica       | Yau-Man           | Sylvia            |                   |                   |                   |                   |                  |                  |                  |                 |                 |                 |                 |                 |                 |                 |
| Jessica     | Jessica     | Jessica     | Rita              |                   |                   |                   |                   |                   |                  |                  |                  |                 |                 |                 |                 |                 |                 |                 |

### Elección del ganador
| Votante  | Voto |
| -------- | ---- |
| Rocky    | Earl |
| Lisi     | Earl |
| Michelle | Earl |
| Edgardo  | Earl |
| Mookie   | Earl |
| Alex     | Earl |
| Stacy    | Earl |
| Boo      | Earl |
| Yau-Man  | Earl |

En una votación 9-0-0, Earl se convierte en el ganador y se lleva el millón de dólares de premio.
Notas
1. 1 2  Se realizó un único desafío de recompensa e inmunidad combinado.
2. 1 2  A Sylvia se le encomendó la tarea de dividir las tribus. Como resultado, fue enviada a la Isla del Exilio y se unió a la tribu que perdió el posterior Desafío de Inmunidad: Ravu.
3. ↑  Moto ganó el desafío de inmunidad, pero recibió un mensaje que los obligó a elegir entre mantener su campamento o mantener la inmunidad. La tribu Moto optó por mantener su campamento y le dio inmunidad a Ravu.
4. ↑  No hubo reto de recompensa debido al cambio de tribu.
5. 1 2  Lisi fue enviada a la Isla del Exilio después de no ser elegida durante el intercambio de tribus. Se unió a la tribu que perdió el siguiente Desafío de Inmunidad: Ravu.
6. ↑  No hubo exilio debido a la fusión.
7. 1 2  Boo, Stacy y Yau-Man ganaron un almuerzo de picnic como parte de la recompensa, luego Yau-Man ganó individualmente un camión nuevo como recompensa adicional. Yau-Man decidió dar toda su recompensa a Dreamz.
8. 1 2  Cassandra y Dreamz fueron consideradas co-finalistas por estar empatadas no contadas con votos en la votación del Consejo Tribal final.
9. ↑  Gary no era elegible para votar ya que decidió renunciar debido a problemas de salud.
10. ↑  Yau-Man usó su ídolo de inmunidad oculto en él, por lo tanto, cuatro votos contra Yau-Man no fueron contados.
11. ↑  Earl fue exiliado hasta después del siguiente Consejo Tribal, lo que significaba que no podía ser expulsado ni participar en la votación.
12. 1 2 3 4 5  Los jugadores que ganaron la inmunidad en el Día 24 no fueron elegibles para votar en el Consejo Tribal de esa noche.

## Datos acerca de los elegidos
- Algunos de los participantes nacieron o viven en otro estado al que representaron, o bien, tienen un origen étnico distinto:
  - Álex Angarita (Los Ángeles, Moto) nació en Colombia.
  - Earl Cole (Santa Mónica, Ravu) es mitad afro-ascendiente.
  - Edgardo Rivera (Miami Beach, Moto) tiene ascendencia puertorriqueña.
  - Erica Durousseau (Baton Rouge, Ravu) posee una herencia francesa.
  - Jessica deBen (Los Ángeles, Ravu) tiene su apellido descendiente a la Polinesia Francesa.
  - Liliana Gómez (Los Ángeles, Moto) es mitad colombiana.
  - Lisette “Lisi” Linares (Los Ángeles, Moto) es de ascendencia venezolana y española.
  - Michelle Yi (Ohio, Ravu) es mitad coreana de parte paterna.
  - Mookie Lee (Chicago, Ravu) es de ascendencia inglesa e irlandesa.
  - Rita Verreos (San Antonio, Moto) nació y se crio en Venezuela y también posee raíces brasileñas.
  - James “Rocky” Reid (Los Ángeles, Ravu) tiene su apellido de ascendencia portuguesa.
  - Stacy Kimball (Boulder, Moto) nació en Corea del Sur de parte materna y paterna.
  - Sylvia Kwan (Ross, Ravu) tiene su apellido sus raíces en la cultura china.
  - Yau-Man Chan (Martínez, Ravu) es mitad asiático oriental.

## Lugares de rodaje
Survivor: Fiji fue filmada en la región oriental de la provincia de Macuata, en la segunda isla más grande de Fiji, Vanua Levu, a unas 15 millas (24 km) de la ciudad de Labasa. El Consejo Tribal, el campamento de producción ("Ciudad de las Carpas") y varios desafíos se encontraban muy cerca de la aldea de Vunivutu. Otros desafíos se llevaron a cabo en la isla Katawaqa, la isla Tivi, la punta Vatudamu y los campos a lo largo del río Wainikoro. La tribu Moto (y más tarde Bula Bula) vivía en una península en la bahía de Vunivutu, mientras que la tribu Ravu vivía en la isla de Druadrua en condiciones mucho más duras. El nombre real de Exile Island es Sausau Island. Las escapadas de recompensa incluían viajes al Namale Resort y al Jean-Michel Cousteau Fiji Islands Resort en la ciudad de Savusavu, así como una excursión de rafting en el río Navua en la isla principal de Fiji, Viti Levu.

## Agitación política en Fiji

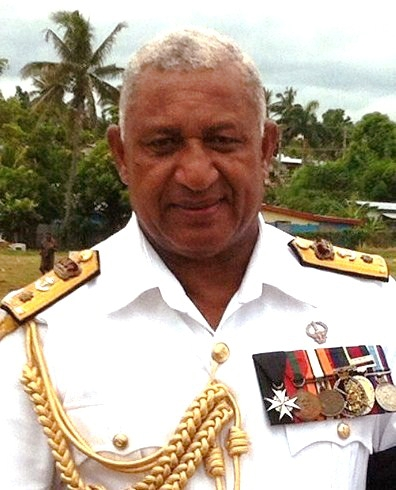
Frank Bainimarama

El 5 de diciembre de 2006 (dos días antes del Consejo Tribal Final), el líder militar de Fiji, Frank Bainimarama, inició un golpe de Estado. Si bien hubo algunas especulaciones de que se llevaría a cabo una evacuación completa de los miembros de la tripulación del Survivor de Fiji, solo unos pocos miembros de la tripulación en el continente fueron reubicados en la segunda isla más pequeña. Sin embargo, la agitación política previa al golpe impidió que las familias de los miembros del elenco vinieran a Fiji para participar en un desafío de recompensa (como suele ocurrir en Survivor) que ocurrió hacia el final de la filmación.